# Equilibrio de solubilidad

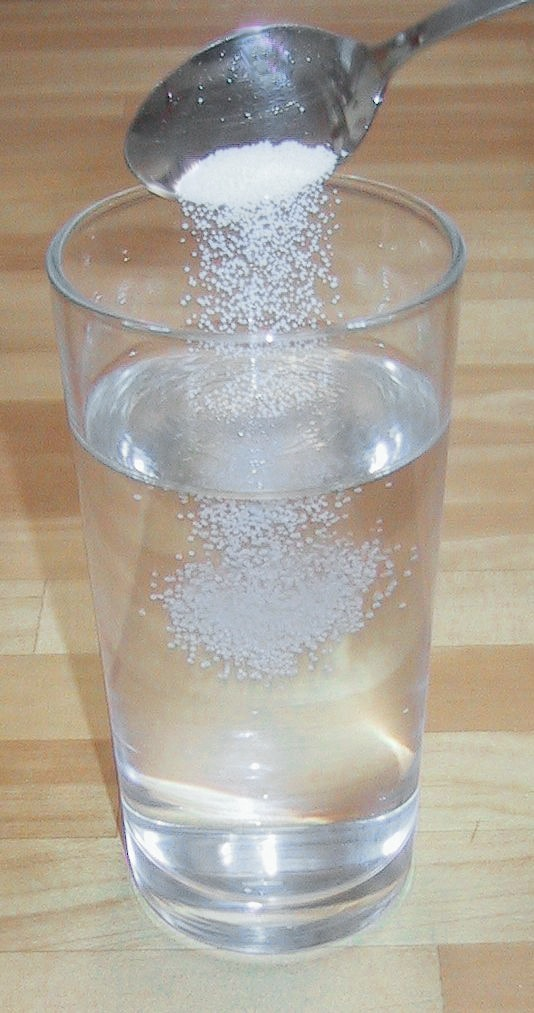
Solubilización de la sal común (NaCl) en agua

Equilibrio de solubilidad es el estado que alcanza una solución saturada en que la velocidad a la que el soluto retorna a su estado original (sólido, líquido o gas) iguala a la velocidad a la cual se disuelve, de forma que, una vez alcanzado este estado, la masa de soluto en el seno de la disolución permanece constante, es decir, la concentración de soluto de la disolución ya no cambia. Cada solución alcanza dicho equilibrio a una concentración determinada que depende de la naturaleza del soluto  y del disolvente, de la temperatura ambiental y en el caso de la disolución de gases en líquidos, de la presión externa del gas. Su tratamiento matemático es como el de cualquier equilibrio químico y como estos, se rige por una constante de equilibrio, denominada constante de solubilidad. Las sustancias sólidas que se disuelven pueden ser un sólido orgánico como el azúcar o un sólido iónico como la sal de mesa. La principal diferencia es que los sólidos iónicos se disocian en sus iones constituyentes, cuando se disuelven en agua. La mayor parte de las veces, el agua es el disolvente de interés, aunque los mismos principios básicos son aplicables a cualquier disolvente.

## Compuestos sólidos no iónicos
Si un soluto se disuelve en forma de moléculas neutras (disolución molecular), el equilibrio de una disolución saturada puede describirse como cualquier otro equilibrio químico, solo que en este  caso solo habrá dos términos, la sustancia en exceso y la sustancia   disuelta. Para, por ejemplo, un compuesto orgánico no ionizable como el azúcar común (sacarosa), sólido a temperatura y presión ambiente, el equilibrio tras la saturación se puede expresar como:
{\displaystyle {\ce {C12H22O11(s) <=> C12H22O11(aq)}}}
Una expresión del equilibrio para esta reacción puede ser escrita, como para cualquier reacción química (productos dividido por los reactivos):
{\displaystyle K={\frac {a_{C_{12}H_{22}O_{11}}(aq)}{a_{C_{12}H_{22}O_{11}}(s)}}}
donde K se denomina constante de equilibrio (o constante de solubilidad), que es función de la actividad de las especies involucradas en el equilibrio. La actividad de un sólido puro es, por definición, la unidad. Si la actividad de la sustancia en disolución es constante (es decir, no afectada por cualesquiera otros solutos que puedan estar presentes) se puede reemplazar por la concentración, aunque omitiendo las dimensiones de las medidas de concentración utilizadas. Las actividades son cantidades adimensionales que se obtienen dividiendo la medida de la concentración por un estándar de concentración distinta de cero.
{\displaystyle K_{\rm {sol}}=\left[\mathrm {{C}_{12}{H}_{22}{O}_{11}} \right]{\rm {(aq)\,}}}
Los corchetes significan la concentración molar, que se denominada molaridad y cuya unidad se suele indicar con M o bien mol/L.
Esta expresión señala que el agua en equilibrio con azúcar sólido contiene una concentración igual a K. Para el azúcar de mesa (sacarosa) a 25 °C, K = 1,971 cuando la concentración estándar se toma como 1 mol/L. (Esta solución es muy concentrada, la sacarosa es muy soluble en agua.). Esta es la máxima cantidad de azúcar que puede disolverse a 25 °C, la solución está "saturada". Si la concentración es inferior a la saturación, puede disolverse más cantidad de azúcar hasta que la solución alcanza la saturación, o hasta todo el sólido se haya consumido. Si hay más cantidad de azúcar presente que la permitida por la expresión de la constante de solubilidad, entonces la disolución está "sobresaturada" y sólido precipitará hasta que se alcance la concentración de saturación. Este proceso puede ser lento, la expresión de la constante de equilibrio describe las concentraciones cuando el sistema de alcance el equilibrio, no lo rápido que se llega al mismo.
De igual manera se procede para sustancias poco solubles. Sea, por ejemplo, el caso del cloruro de mercurio(II), HgCl2, una sustancia, que aunque iónica, apenas se disocia en el agua, por lo que el equilibrio de solubilidad puede expresarse como si de una disolución molecular se tratara:
{\displaystyle {\ce {HgCl2(s) <=> HgCl2(aq)}}}
por lo que sus constante de solubilidad es, aproximadamente, su solubilidad molar. Esto, a 25 °C es:
{\displaystyle K_{\rm {sol}}=[HgCl_{2}](aq)=0,25}
Estas expresiones de la constante  de solubilidad indican que una vez que se ha alcanzado la saturación y por consiguiente, el equilibrio, la concentración de soluto se mantiene constante en el seno de la disolución. 

## Compuestos sólidos iónicos disociables
La mayoría de los compuestos iónicos, cuando se disuelven en agua, o en otros disolventes polares, pasan por un proceso de disociación, en el cual las sustancia iónica se separan en sus respectivos iones, los cuales pasan a formar parte del disolvente, por lo que este tipo de sustancias reciben el nombre de electrólitos. 
{\displaystyle {\ce {AB -> A+ + B-}}}
La disociación del compuesto en sus iones será total mientras no se alcance la saturación.  Una vez que esta se alcanza, o se sobrepasa, como en el caso de las disoluciones moleculares, se establece un equilibrio entre la fase sólida del soluto y la parte disuelta:
{\displaystyle {\ce {AB(s) <=> A+(aq) + B- (aq)}}}
Y como todos los equilibrios químicos, también puede representarse matemáticamente como una relación entre las actividades de los productos y los reactivos:
{\displaystyle K={\frac {a_{A^{+}}\cdot a_{B^{-}}}{a_{AB}}}}
Puesto que el compuesto no disociado, AB, se encuentra en estado sólido, su actividad o concentración efectiva se considera igual a 1, por lo que puede ser eliminado de la expresión.
{\displaystyle K=a_{A^{+}}\cdot a_{B^{-}}}
Es decir, en los compuestos iónicos capaces de disociarse al disolverse, la constante de equilibrio es igual al producto de las actividades de las especies disociadas, por lo que comúnmente se conoce como producto de solubilidad, Kps.
El valor de la constante de equilibrio es diferente para cada electrolito, pudiendo tomar valores relativamente grandes en algunos casos, mientras que en otros, su valor es muy pequeño, lo que indica que hay electrólitos muy solubles, que reciben el nombre de electrólitos fuertes (p. e. NaCl, CuSO4, HCl, etc.) y otros, que apenas se disuelven en cantidades milimolares o menoress, por lo que reciben el nombre de electrólitos débiles (p. e. AgCl, BaSO4, etc.). Dada la baja solubilidad de estos últimos, la concentración de iones que se encuentran en el disolvente es muy pequeña, por lo que en estos casos, la "concentración efectiva" (actividad) es prácticamente igual a la concentración real, con lo que la expresión matemática de la constante de equilibrio puede escribirse como:
{\displaystyle K_{ps}=[A^{+}]\cdot [B^{-}]}
Es importante notar que, de acuerdo con esta ecuación y la anterior expresada en actividades, una vez que se alcanza el equilibrio de saturación, la concentración de las especies iónicas se mantiene constante, independientemente de la cantidad de  AB, mientras haya algo de sólido presente en la disolución. En otras palabras, no importa si la cantidad de sólido en exceso es de unos cuantos miligramos o de varios gramos.

## Gases en líquidos
Igual que ocurre con las sustancias sólidas, los gases también pueden disolverse en los líquidos. Si un gas, a una presión determinada, se encuentra en contacto con un líquido, parte de este gas pasa a la disolución hasta que esta se satura de dicho gas. Una vez que se ha alcanzado la saturación se produce un equilibrio entre las dos fases, en que la concentración del gas en el disolvente se mantiene constante:
{\displaystyle {\ce {A(g) <=> A(aq)}}}
Como en los casos anteriores, al tratarse de un equilibrio químico, dicho equilibrio puede definirse matemáticamente, mediante una constante de equilibrio que relaciona la cantidad de moléculas que permanece en estado gaseoso y la cantidad de materia que ha pasado a la disolución. Como la cantidad de moléculas en estado gaseoso depende de la presión del gas, si esta se mantiene constante, la constante de equilibrio puede expresarse como:
{\displaystyle K={\frac {[A](aq)}{P_{A}}}}
donde PA es la presión a la que se encuentra A. Esta expresión de la constante de equilibrio indica que mientras se mantenga la temperatura constante y no se modifique PA ,  la concentración de A en la disolución también se mantendrá constante. Por el contrario, si aún manteniendo la temperatura constante, se aumenta la presión del gas A, la concentración de A en la disolución también aumentará y viceversa. Es decir, que a temperatura constante la solubilidad de un gas en un líquido es directamente proporcional a la presión del gas. Este principio fue enunciado en 1803, por el químico inglés William Henry y se conoce como Ley de Henry, por lo que habitualmente la constante se expresa como KH. Esta ley solo es válida cuando el gas no reacciona con el disolvente. Cuando esto último ocurre, la solubilidad es mayor y viene definida por una constante de equilibrio que es función de las reacciones implicadas.

## Equilibrio de solubilidad de líquidos en otros líquidos
En la disolución de un líquido en otro líquido se pueden presentar varias posibilidades que hacen que el estudio de estos equilibrios de solubilidad sean relativamente complejos. Algunos líquidos como el agua y el alcohol, a temperatura y presión ambiental, se mezclan en todas las proporciones posibles, es decir, son líquidos completamente miscibles, de forma que nunca se alcanza el equilibrio. En otros casos, como el mercurio y el agua no se mezclan en absoluto, por lo que se consideran líquidos completamente inmiscibles. Por último, también se presentan casos en que los líquidos son parcialmente miscibles, en la que un líquido, que actúa como disolvente, admite cantidades crecientes de otro líquido, disolviéndolo hasta que llega a un estado de saturación, en el que el líquido que actúa como disolvente ya no admite más cantidad y a partir de ese punto, ambos líquidos se muestran en dos capas separadas, pero con la peculiaridad de que cada uno de los líquidos, por separado, actúa como disolvente del otro y contiene, en equilibrio, una determinada cantidad del otro líquido.  Un caso típico es la disolución de fenol en agua a una determinada temperatura. Al añadir fenol al agua, las primeras porciones se disuelven sin ningún problema, pero llega un momento en que el agua se satura de fenol y si se continúa añadiendo más fenol, aparecen dos capas líquidas, una de fenol con agua en disolución y otra de agua con fenol en disolución. Es decir, ambos hacen de soluto y de disolvente de forma simultánea. 

## Efectos de temperatura
La solubilidad es sensible a los cambios en la temperatura. Por ejemplo, el azúcar es más soluble en agua caliente que en agua fría. Esto ocurre debido a que las constantes de solubilidad, como otros tipos de constante de equilibrio, son función de la temperatura. De acuerdo con el Principio de Le Châtelier, cuando el proceso de disolución es endotérmico (se absorbe calor), la solubilidad aumenta con la temperatura, pero cuando el proceso es exotérmico (se libera calor) solubilidad disminuye con la temperatura. La mayor parte de los sólidos son más solubles cuando aumenta la temperatura, con independencia de que sean disoluciones moleculares o iónicas, aunque existen algunas excepciones, como el sulfato de sodio anhidro, Na2SO4, que tiene un comportamiento inverso. La influencia de  la temperatura en la solubilidad de los líquidos en otros líquidos puede ser muy dispar. Aunque generalmente la solubilidad aumenta con la temperatura, existen casos, como la nicotina parcialmente soluble en agua templada o caliente, pero que es completamente miscible en esta a temperaturas por debajo de los 60 °C, por lo que no se alcanza el equilibrio de solubilidad. El caso contrario se da entre el fenol y el agua. Cuando ambas sustancias se encuentran en estado puro, a temperaturas próximas a los cero grados, apenas muestran solubilidad de uno de los líquidos en el otro, aumentado la solubilidad drásticamente al aumentar la temperatura, llegando a ser totalmente miscibles por encima de 66 °C.  Finalmente, en la disoluciones de gases en líquidos, la solubilidad siempre disminuye cuando aumenta la temperatura. 

## Constantes de solubilidad
La constante de solubilidad se ha determinado experimentalmente para un gran número de compuestos y las tablas están disponibles fácilmente. Para un compuesto iónico la constante se denomina producto de solubilidad, y se representa como Kps. La unidad de concentración se asume que es la molaridad a menos que se indique lo contrario. La solubilidad suele aparecer en unidades de masa en gramos (disueltos) por cada litro de agua.
Algunos valores a 25 °C:
- Carbonato de bario: 2.60×10−9
- Cloruro de cobre (I): 1.72×10−7
- Sulfato de plomo (II): 1.81×10−8
- Carbonato de magnesio: 1.15×10−5
- Cloruro de plata: 1.70×10−10
- Bromuro de plata: 7.7×10−13
- Hidróxido de calcio: 8.0×10−6

Ver también: 
- IUPAC-NIST solubility database
- Solubility products of simple inorganic compounds Archivado el 25 de mayo de 2006 en Wayback Machine.

## Tabla
| Tabla de productos de solubilidad                                                                                              | Tabla de productos de solubilidad | Tabla de productos de solubilidad | Tabla de productos de solubilidad | Tabla de productos de solubilidad |
| --- | --------------------------------- | --------------------------------- | --------------------------------- | --------------------------------- |
| Compuesto | Fórmula                           | Temperatura                       | Ksol                              | Fuente (leyenda más abajo)        |
| Hidróxido de aluminio anhidro                                                                                                  | Al(OH)3                           | 20 °C                             | 1.9×10–33                         | L                                 |
| Hidróxido de aluminio anhidro                                                                                                  | Al(OH)3                           | 25 °C                             | 3×10–34                           | w1                                |
| Hidróxido de aluminio trihidrato                                                                                               | Al(OH)3.3H2O                      | 20 °C                             | 4×10–13                           | C                                 |
| Hidróxido de aluminio trihidrato                                                                                               | Al(OH)3.3H2O                      | 25 °C                             | 3.7×10–13                         | C                                 |
| Fosfato de aluminio | AlPO4                             | 25 °C                             | 9.84×10–21                        | w1                                |
| Bromato de bario | Ba(BrO3)2                         | 25 °C                             | 2.43×10–4                         | w1                                |
| Carbonato de bario | BaCO3                             | 16 °C                             | 7×10–9                            | C, L                              |
| Carbonato de bario | BaCO3                             | 25 °C                             | 8.1×10–9                          | C, L                              |
| Cromato de bario | BaCrO4                            | 28 °C                             | 2.4×10–10                         | C, L                              |
| Fluoruro de bario | BaF2                              | 25.8 °C                           | 1.73×10–6                         | C, L                              |
| Iodato de bario dihidrato | Ba(IO3)2.2H2O                     | 25 °C                             | 6.5×10–10                         | C, L                              |
| Oxalato de bario dihidrato | BaC2O4.2H2O                       | 18 °C                             | 1.2×10–7                          | C, L                              |
| Sulfato de bario | BaSO4                             | 18 °C                             | 0.87×10–10                        | C, L                              |
| Sulfato de bario | BaSO4                             | 25 °C                             | 1.08×10–10                        | C, L                              |
| Sulfato de bario | BaSO4                             | 50 °C                             | 1.98×10–10                        | C, L                              |
| Hidróxido de berilio | Be(OH)2                           | 25 °C                             | 6.92×10–22                        | w1                                |
| Carbonato de cadmio | CdCO3                             | 25 °C                             | 1.0×10–12                         | w1                                |
| Hidróxido de cadmio | Cd(OH)2                           | 25 °C                             | 7.2×10–15                         | w1                                |
| Oxalato de cadmio trihidrato                                                                                                   | C d. C.2O4.3H2O                   | 18 °C                             | 1.53×10–8                         | C, L                              |
| Fosfato de cadmio | Cd3(PO4)2                         | 25 °C                             | 2.53×10–33                        | w1                                |
| Sulfuro de cadmio | CdS                               | 18 °C                             | 3.6×10–29                         | C, L                              |
| Carbonato de calcio calcita | CaCO3                             | 15 °C                             | 0.99×10–8                         | C, L                              |
| Carbonato de calcio calcita | CaCO3                             | 25 °C                             | 0.87×10–8                         | C, L                              |
| Carbonato de calcio calcita | CaCO3                             | 18-25 °C                          | 4.8×10–9                          | P                                 |
| Cromato de calcio | CaCrO4                            | 18 °C                             | 2.3×10–2                          | L                                 |
| Fluoruro de calcio | CaF2                              | 18 °C                             | 3.4×10–11                         | C, L                              |
| Fluoruro de calcio | CaF2                              | 25 °C                             | 3.95×10–11                        | C, L                              |
| Hidróxido de calcio | Ca(OH)2                           | 18 °C-25 °C                       | 8×10–6                            | P                                 |
| Hidróxido de calcio | Ca(OH)2                           | 25 °C                             | 5.02×10–6                         | w1                                |
| Iodato de calcio hexahidrato                                                                                                   | Ca(IO3)2.6H2O                     | 18 °C                             | 6.44×10–7                         | L                                 |
| Oxalato de calcio monohidrato                                                                                                  | CaC2O4                            | 18 °C                             | 1.78×10–9                         | C, L                              |
| Oxalato de calcio monohidrato                                                                                                  | CaC2O4                            | 25 °C                             | 2.57×10–9                         | C, L                              |
| Fosfato de calcio | Ca3(PO4)2                         | 25 °C                             | 2.07×10–33                        | w1                                |
| Sulfato de calcio | CaSO4                             | 10 °C                             | 6.1×10–5                          | C, L                              |
| Sulfato de calcio | CaSO4                             | 25 °C                             | 4.93×10–5                         | w1                                |
| Tartrato de calcio dihidrato                                                                                                   | CaC4H4O6.2H2O                     | 18 °C                             | 7.7×10–7                          | C, L                              |
| Hidróxido de cromo (II) | Cr(OH)2                           | 25 °C                             | 2×10–16                           | w2                                |
| Hidróxido de cromo (III) | Cr(OH)3                           | 25 °C                             | 6.3×10–31                         | w2                                |
| Hidróxido de cobalto (II) | Co(OH)2                           | 25 °C                             | 1.6×10–15                         | w2                                |
| Sulfuro de cobalto (en la forma menos soluble)                                                                                 | CoS                               | 18 °C                             | 3×10–26                           | C, L                              |
| Sulfuro de cobalto (en la forma más soluble)                                                                                   | CoS                               | 18 °C-25 °C                       | 10–21                             | P                                 |
| Carbonato de cobre | CuCO3                             | 25 °C                             | 1×10–10                           | P                                 |
| Hidróxido de cobre (II) | Cu(OH)2                           | 18 °C-25 °C                       | 6×10–20                           | P                                 |
| Hidróxido de cobre (II) | Cu(OH)2                           | 25 °C                             | 4.8×10–20                         | w1                                |
| Iodato de cobre (II) | Cu(IO3)2                          | 25 °C                             | 1.4×10–7                          | C, L                              |
| Oxalato de cobre (II) | CuC2O4                            | 25 °C                             | 2.87×10–8                         | C, L                              |
| Sulfuro de cobre (II) | CuS                               | 18 °C                             | 8.5×10–45                         | C, L                              |
| Bromuro de cobre (I) | CuBr                              | 18 °C-20 °C                       | 4.15×10–8                         | C                                 |
| Cloruro de cobre (I) | CuCl                              | 18 °C-20 °C                       | 1.02×10–6                         | C                                 |
| Hidróxido de cobre (I) (en equilib. con Cu2O + H2O)                                                                            | Cu(OH)                            | 25 °C                             | 2×10–15                           | w1                                |
| Ioduro de cobre (I) | CuI                               | 18 °C-20 °C                       | 5.06×10–12                        | C                                 |
| Sulfuro de cobre (I) | Cu2S                              | 16 °C-18 °C                       | 2×10–47                           | C, L                              |
| Tiocianato de cobre (I) | CuSCN                             | 18 °C                             | 1.64×10–11                        | C, L                              |
| Hidróxido de hierro (III) | Fe(OH)3                           | 18 °C                             | 1.1×10–36                         | C, L                              |
| Carbonato de hierro (II) | FeCO3                             | 18 °C-25 °C                       | 2×10–11                           | P                                 |
| Hidróxido de hierro (II) | Fe(OH)2                           | 18 °C                             | 1.64×10–14                        | C, L                              |
| Hidróxido de hierro (II) | Fe(OH)2                           | 25 °C                             | 1×10–15; 8.0×10–16                | P; w2                             |
| Oxalato de hierro (II) | FeC2O4                            | 25 °C                             | 2.1×10–7                          | C, L                              |
| Sulfuro de hierro (II) | FeS                               | 18 °C                             | 3.7×10–19                         | C, L                              |
| Bromuro de plomo (II) | PbBr2                             | 25 °C                             | 6.3×10–6; 6.60×10–6               | P; w1                             |
| Carbonato de plomo (II) | PbCO3                             | 18 °C                             | 3.3×10–14                         | C, L                              |
| Cromato de plomo (II) | PbCrO4                            | 18 °C                             | 1.77×10–14                        | C, L                              |
| Cloruro de plomo (II) | PbCl2                             | 25.2 °C                           | 1.0×10–4                          | L                                 |
| Cloruro de plomo (II) | PbCl2                             | 18 °C-25 °C                       | 1.7×10–5                          | P                                 |
| Fluoruro de plomo (II) | PbF2                              | 18 °C                             | 3.2×10–8                          | C, L                              |
| Fluoruro de plomo (II) | PbF2                              | 26.6 °C                           | 3.7×10–8                          | C, L                              |
| Hidróxido de plomo (II) | Pb(OH)2                           | 25 °C                             | 1×10–16; 1.43×10–20               | P; w1                             |
| Iodato de plomo (II) | Pb(IO3)2                          | 18 °C                             | 1.2×10–13                         | C, L                              |
| Iodato de plomo (II) | Pb(IO3)2                          | 25.8 °C                           | 2.6×10–13                         | C, L                              |
| Ioduro de plomo (II) | PbI2                              | 15 °C                             | 7.47×10–9                         | C                                 |
| Ioduro de plomo (II) | PbI2                              | 25 °C                             | 1.39×10–8                         | C                                 |
| Oxalato de plomo (II) | PbC2O4                            | 18 °C                             | 2.74×10–11                        | C, L                              |
| Sulfato de plomo (II) | PbSO4                             | 18 °C                             | 1.6×10–8                          | C, L                              |
| Sulfuro de plomo (II) | PbS                               | 18 °C                             | 3.4×10–28                         | C, L                              |
| Carbonato de litio | Li2CO3                            | 25 °C                             | 1.7×10–3                          | C, L                              |
| Fluoruro de litio | LiF                               | 25 °C                             | 1.84×10–3                         | w1                                |
| Fosfato de litio | Li3PO4                            | 25°                               | 2.37×10–4                         | w1                                |
| Fosfato de amonio y magnesio                                                                                                   | MgNH4PO4                          | 25 °C                             | 2.5×10–13                         | C, L                              |
| Carbonato de magnesio | MgCO3                             | 12 °C                             | 2.6×10–5                          | C, L                              |
| Fluoruro de magnesio | MgF2                              | 18 °C                             | 7.1×10–9                          | C, L                              |
| Fluoruro de magnesio | MgF2                              | 25 °C                             | 6.4×10–9                          | C, L                              |
| Hidróxido de magnesio | Mg(OH)2                           | 18 °C                             | 1.2×10–11                         | C, L                              |
| Oxalato de magnesio | MgC2O4                            | 18 °C                             | 8.57×10–5                         | C, L                              |
| Carbonato de manganeso (II) | MnCO3                             | 18 °C-25 °C                       | 9×10–11                           | P                                 |
| Hidróxido de manganeso (II) | Mn(OH)2                           | 18 °C                             | 4×10–14                           | C, L                              |
| Sulfuro de manganeso (rosa) | MnS                               | 18 °C                             | 1.4×10–15                         | C, L                              |
| Sulfuro de manganeso (verde)                                                                                                   | MnS                               | 25 °C                             | 10–22                             | P                                 |
| Bromuro de mercurio (II) | HgBr2                             | 25 °C                             | 8×10–20                           | L                                 |
| Cloruro de mercurio (II) | HgCl2                             | 25 °C                             | 2.6×10–15                         | L                                 |
| Hidróxido de mercurio (II) (en equilib. con HgO + H2O)                                                                         | Hg(OH)2                           | 25 °C                             | 3.6×10–26                         | w1                                |
| Ioduro de mercurio (II) | HgI2                              | 25 °C                             | 3.2×10–29                         | L                                 |
| Sulfuro de mercurio (II) | HgS                               | 18 °C                             | 4×10–53 to 2×10–49                | C, L                              |
| Bromuro de mercurio (I) | HgBr                              | 25 °C                             | 1.3×10–21                         | C, L                              |
| Cloruro de mercurio (I) | Hg2Cl2                            | 25 °C                             | 2×10–18                           | C, L                              |
| Ioduro de mercurio (I) | HgI                               | 25 °C                             | 1.2×10–28                         | C, L                              |
| Sulfato de mercurio (I) | Hg2SO4                            | 25 °C                             | 6×10–7; 6.5×10–7                  | P; w1                             |
| Hidróxido de níquel (II) | Ni(OH)2                           | 25 °C                             | 5.48×10–16                        | w1                                |
| Sulfuro de níquel (II) | NiS                               | 18 °C                             | 1.4×10–24                         | C, L                              |
| Sulfuro de níquel (II) (en la forma menos soluble)                                                                             | NiS                               | 18 °C-25 °C                       | 10–27                             | P                                 |
| Sulfuro de níquel (II) (en la forma más soluble)                                                                               | NiS                               | 18 °C-25 °C                       | 10–21                             | P                                 |
| tartrato ácido de potasio | KHC4H4O6                          | 18 °C                             | 3.8×10–4                          | C, L                              |
| Perclorato de potasio | KClO4                             | 25 °C                             | 1.05×10–2                         | w1                                |
| Peryodato de potasio | KIO4                              | 25°                               | 3.71×10–4                         | w1                                |
| Acetato de plata | AgC2H3O2                          | 16 °C                             | 1.82×10–3                         | L                                 |
| Bromato de plata | AgBrO3                            | 20 °C                             | 3.97×10–5                         | C, L                              |
| Bromato de plata | AgBrO3                            | 25 °C                             | 5.77×10–5                         | C, L                              |
| Bromuro de plata | AgBr                              | 18 °C                             | 4.1×10–13                         | C, L                              |
| Bromuro de plata | AgBr                              | 25 °C                             | 7.7×10–13                         | C, L                              |
| Carbonato de plata | Ag2CO3                            | 25 °C                             | 6.15×10–12                        | C, L                              |
| Cloruro de plata | AgCl                              | 4.7 °C                            | 0.21×10–10                        | C, L                              |
| Cloruro de plata | AgCl                              | 9.7 °C                            | 0.37×10–10                        | L                                 |
| Cloruro de plata | AgCl                              | 25 °C                             | 1.56×10–10                        | C, L                              |
| Cloruro de plata | AgCl                              | 50 °C                             | 13.2×10–10                        | C, L                              |
| Cloruro de plata | AgCl                              | 100 °C                            | 21.5×10–10                        | C, L                              |
| Cromato de plata | Ag2CrO4                           | 14.8 °C                           | 1.2×10–12                         | C, L                              |
| Cromato de plata | Ag2CrO4                           | 25 °C                             | 9×10–12                           | C, L                              |
| Cianuro de plata | Ag2(CN)2                          | 20 °C                             | 2.2×10–12                         | C, L                              |
| Dicromato de plata | Ag2Cr2O7                          | 25 °C                             | 2×10–7                            | L                                 |
| Hidróxido de plata | AgOH                              | 20 °C                             | 1.52×10–8                         | C, L                              |
| Iodato de plata | AgIO3                             | 9.4 °C                            | 0.92×10–8                         | C, L                              |
| Ioduro de plata | AgI                               | 13 °C                             | 0.32×10–16                        | C, L                              |
| Ioduro de plata | AgI                               | 25 °C                             | 1.5×10–16                         | C, L                              |
| Nitrito de plata | AgNO2                             | 25 °C                             | 5.86×10–4                         | L                                 |
| Oxalato de plata | Ag2C2O4                           | 25 °C                             | 1.3×10–11                         | L                                 |
| Sulfato de plata | Ag2SO4                            | 18 °C-25 °C                       | 1.2×10–5                          | P                                 |
| Sulfuro de plata | Ag2S                              | 18 °C                             | 1.6×10–49                         | C, L                              |
| Tiocianato de plata | AgSCN                             | 18 °C                             | 0.49×10–12                        | C, L                              |
| Tiocianato de plata | AgSCN                             | 25 °C                             | 1.16×10–12                        | C, L                              |
| Carbonato de estroncio | SrCO3                             | 25 °C                             | 1.6×10–9                          | C, L                              |
| Cromato de estroncio | SrCrO4                            | 18 °C-25 °C                       | 3.6×10–5                          | P                                 |
| Fluoruro de estroncio | SrF2                              | 18 °C                             | 2.8×10–9                          | C, L                              |
| Oxalato de estroncio | SrC2O4                            | 18 °C                             | 5.61×10–8                         | C, L                              |
| Sulfato de estroncio | SrSO4                             | 2.9 °C                            | 2.77×10–7                         | C, L                              |
| Sulfato de estroncio | SrSO4                             | 17.4 °C                           | 2.81×10–7                         | C, L                              |
| Bromuro de talio (I) | TlBr                              | 25 °C                             | 4×10–6                            | L                                 |
| Cloruro de talio (I) | TlCl                              | 25 °C                             | 2.65×10–4                         | L                                 |
| Sulfato de talio (I) | Tl2SO4                            | 25 °C                             | 3.6×10–4                          | L                                 |
| Tiocianato de talio (I) | TlSCN                             | 25 °C;                            | 2.25×10–4                         | L                                 |
| Hidróxido de estaño (II) | Sn(OH)2                           | 18 °C-25 °C                       | 1×10–26                           | P                                 |
| Hidróxido de estaño (II) | Sn(OH)2                           | 25 °C                             | 5.45×10–27; 1.4×10–28             | w1; w2                            |
| Sulfuro de estaño (II) | SnS                               | 25 °C                             | 10–28                             | P                                 |
| Hidróxido de zinc | Zn(OH)2                           | 18 °C-20 °C                       | 1.8×10–14                         | C, L                              |
| Oxalato de zinc dihidrato | ZnC2O4.2H2O                       | 18 °C                             | 1.35×10–9                         | C, L                              |
| Sulfuro de zinc | ZnS                               | 18 °C                             | 1.2×10–23                         | C, L                              |
| Fuente legenda: L=Lange's 10th ed.; C=CRC 44th ed.; P=General Chemistry by Pauling, 1970 ed.; w1=Web source 1; w2=Web source 2 |                                   |                                   |                                   |                                   |